# Södermanlands runinskrifter 80
Södermanlands runinskrifter 80 är en nu försvunnen vikingatida runsten som funnits i Rambron, Torshälla socken och Eskilstuna kommun. Runstenen har legat i en bro som omlagts och stenen är därefter försvunnen. Stenen har varit cirka 3 meter hög och haft en största bredd på 1,19 meter.

## Inskriften
Translitterering av runraden:
[þ---- þu ⁑ ilrn × ʀf... ...(i)(k)itu · hn tiiʀ ...-...--...þuk--...--]
Normalisering till runsvenska:
...
Översättning till nusvenska:
...